# فرودگاه بین‌المللی برازیلیا
فرودگاه بین‌المللی برازیلیا (به انگلیسی: Brasília International Airport) (به زبان بومی: Aeroporto Internacional de Brasília–Presidente Juscelino Kubitschek) یک فرودگاه همگانی و نظامی مسافربری با کد یاتا BSB است که یک باند فرود آسفالت دارد و طول باند آن ۳۳۰۰ متر است. این فرودگاه در شهر برازیلیا کشور برزیل قرار دارد و در ارتفاع ۱۰۶۶ متری از سطح دریا واقع شده‌است.

## شرکت‌های هواپیمایی و مقصدهای پروازی

### مسافری
| شرکت‌های هواپیمایی     | مقصدهای پروازی |
| --------------------- | --- |
| امریکن ایرلاینز       | میامی |
| اویانکا برزیل         | سانتا ماریا، چاپکو، مارشال روندو، هرکیلیو لوز، پینتو مارتینز، ایله‌وس یرگ امادو، پرزیدانت کاسترو پینتو، خوازیرو دو نورته، گریتر نیتل، سلگدو فیلهو (آغاز از ۱۴ اوت ۲۰۱۷)، ریکایف، ریو دوژانیرو گالیائو، سانتوس دومنت، دپوتادو لوئیس ادواردو مگاهاس، کونگونیاس-سائو پائولو، سائو پائولو گوارولوس |
| آزول برزیلین ایرلاینز | آراگوینا، باریراس، تانکردو نوس، ویراکوپوس-کامپیناس، فوز دو ایگواسو، ادواردو گومز, ریکایف، دپوتادو لوئیس ادواردو مگاهاس، سائو پائولو گوارولوس، اوبرابا، اوبرلانجه |
| کوپا ایرلاینز         | توکومن |
| گول ایر ترنسپورت      | سانتا ماریا، ول د کائس، تانکردو نوس، بوآ ویستا، کامپوگرانده، کروزیرو دو سول، مارشال روندو، آفونسو پنا، هرکیلیو لوز، پینتو مارتینز، سانتا جنووا، پرزیدانت کاسترو پینتو، خوازیرو دو نورته، مکاپا، زومی دوس پالمیراس، ادواردو گومز، مارابا، گریتر نیتل، پالماس، سلگدو فیلهو، پورتو سگورو، پورتو وییو، ریکایف، ریو برانکو، ریو دوژانیرو گالیائو، سانتوس دومنت، دپوتادو لوئیس ادواردو مگاهاس، مارشال کونیا ماچادو، کونگونیاس-سائو پائولو، سائو پائولو گوارولوس، ساوو جستی دو ریو پرتو، ترسینا، اوبرلانجه چارتر: کویین بیاتریکس، هاتو |
| تام ایرلاینز          | آلتمیرا، سانتا ماریا، ول د کائس، تانکردو نوس، بورو-اریلوا، بوآ ویستا، مینیسترو پیستارینی، ویراکوپوس-کامپیناس، کامپوگرانده، مارشال روندو، آفونسو پنا، هرکیلیو لوز، پینتو مارتینز، فوز دو ایگواسو، سانتا جنووا، ایله‌وس یرگ امادو، ایمپراتریز، پرزیدانت کاسترو پینتو، مکاپا، زومی دوس پالمیراس، ادواردو گومز، مارابا، گریتر نیتل، پالماس، سلگدو فیلهو، پورتو سگورو، پورتو وییو، پونتا کانا (برقراری مجدد از ۶ ژانویه ۲۰۱۸), ریکایف، ریو برانکو، ریو دوژانیرو گالیائو، سانتوس دومنت، سانتارم استاد ویلسون فونسکا، دپوتادو لوئیس ادواردو مگاهاس، ساوو جستی دو ریو پرتو، مارشال کونیا ماچادو، کونگونیاس-سائو پائولو، سائو پائولو گوارولوس، ترسینا، اوبرلانجه، اوریکو داگویار سالاس |
| پاساردو لینهاس آئرئاس | آراگوینا، باریراس، مارشال روندو، لایت لوپژ، روندونوپلیس، سینوپ |
| تاپ پرتغال            | لیسبون پورتلا |

### باری
| شرکت‌های هواپیمایی  | مقصدهای پروازی                     |
| ------------------ | ---------------------------------- |
| LATAM Cargo Brasil | ادواردو گومز، سائو پائولو گوارولوس |
| Rio Linhas Aéreas  | مارشال روندو، سائو پائولو گوارولوس |